# Serrasalmus rhombeus
Serrasalmus rhombeus è un pesce d'acqua dolce appartenente alla sottofamiglia Serrasalminae e conosciuto comunemente come Piranha dagli occhi rossi o Piranha nero.

## Diffusione
Questa specie è diffusa nelle acque dolci del Sudamerica, nei bacini idrografici dell'Orinoco e del Rio delle Amazzoni, ma anche nei fiumi vicini alla costa di Guiana e del Brasile nordorientale, dove frequenta acque correnti.

## Descrizione

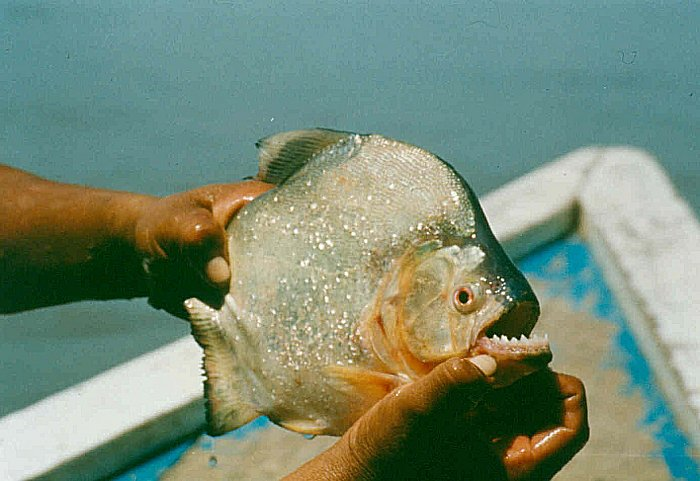
La possente dentatura

Il Piranha occhirossi presenta il tipico aspetto tozzo e compresso ai fianchi dei Piranha, con testa grossa e arrotondata, mascella prominente e bocca irta di candidi denti aguzzi triangolari. Le pinne sono carnose, la pinna dorsale è a delta, con apertura molto ampia (180° circa). La livrea è semplice, con un fondo grigio scuro, con piccole scaglie a riflessi metallici. Le pinne sono grigio fumo, tendenti al nero sporco. L'occhio presenta l'iride rosso vivo.

Raggiunge una lunghezza massima di 41 cm.

## Riproduzione
Sono specie ovipare, la fecondazione è esterna. Non vi sono cure parentali.

## Alimentazione
S. rhombeus ha carattere esclusivamente predatorio, si nutre di pesci, crostacei, coleotteri, piccoli mammiferi e lucertole.

## Pesca
Nei luoghi d'origine è pescato per l'alimentazione umana.

## Acquariofilia
Specie che necessita di acquari molto spaziosi, è allevata solamente da appassionati. Anche se non è un pesce noto per la sua aggressività, la sua poderosa dentatura rende molto pericolosi per l'uomo eventuali incidenti dovuti al maneggiarlo senza la dovuta accortezza.
| Origine            | Sudamerica                        | Acqua            | dolce               |
| Durezza dell'acqua | 8-10 °GH                          | pH               | 5.5-7               |
| Temperatura        | 23-27 °C                          | Volume min.      | 200-500 l           |
| Alimentazione      | cibo vivo                         | Taglia da adulto | 41 cm               |
| Riproduzione       | oviparo                           | Zone occupate    | centrale, inferiore |
| Socialità          | aggressivo anche con conspecifici | Difficoltà       | Medio-Difficile     |